# Climatic (KFZ)
Die Climatic oder auch Klimatik bezeichnet eine Art der Klimabedienung in Kraftfahrzeugen.
Die Bezeichnung ist abhängig vom Hersteller der diversen Automobilmarken. Im Vergleich zur Climatronic regelt die Climatic die Innenraumtemperatur gemäß der vorgewählten Wunschtemperatur ohne Anpassung der Gebläsedrehzahl oder Luftverteilungsklappen. Die Regelung erfolgt dabei durch Auswertung eines Temperatursensors und elektrischer Steuerung einer Luftklappe zur Mischung von warmer und kalter Luft.